# Nepeta supina
Nepeta supina là một loài thực vật có hoa trong họ Hoa môi. Loài này được Steven mô tả khoa học đầu tiên năm 1812.